# Dom Pérignon (szampan)

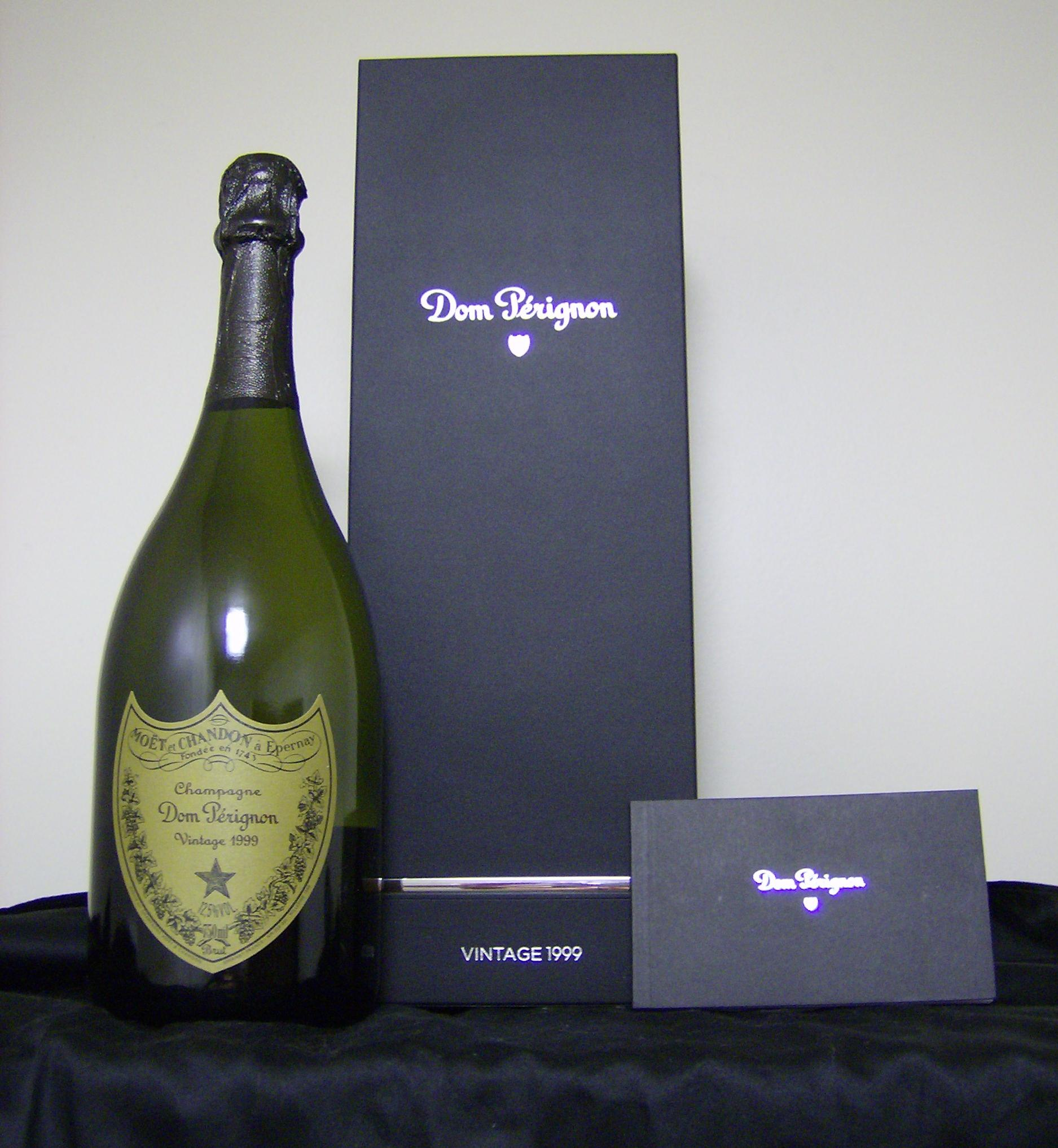
Butelka „Dom Pérignon” z 1999

Dom Pérignon – szampan produkowany przez Moët et Chandon, nazwany na cześć Dom Pierre'a Pérignona, benedyktyna, intendenta w klasztorze Hautvillers, który wbrew niektórym opiniom nie wynalazł szampana, ale zrewolucjonizował sposób jego produkcji, zarówno na etapie zbierania gron, jak i winifikacji. Dom Pérignon jest produkowany od 1921 i był pierwszym powszechnie dostępnym szampanem kategorii cuvée de prestige. Jest szampanem typu vintage, co oznacza, że wszystkie winogrona użyte do produkcji pochodzą z tego samego rocznika. W przypadku słabych zbiorów rocznik nie trafia na rynek. Roczna sprzedaż sięga ok. 2 mln butelek. Oferowany jest również w wariancie rosé.
Dom Pérignon pojawiał się m.in. w filmach o Jamesie Bondzie, który w Goldfinger zaznaczał, że niewybaczalne jest picie rocznika 1953 w temperaturze powyżej 3 °C (38 °F).